# Alejandro Bran
Alejandro Jesús Bran Flores (San José, Costa Rica, 5 de marzo de 2001) es un futbolista costarricense que juega como pivote en el LD Alajuelense de la Primera División de Costa Rica.

## Trayectoria

### Jicaral Sercoba
El 22 de septiembre de 2020, el Club Sport Herediano cedió a Alejandra Bran al Jicaral Sercoba. El 13 de septiembre de 2021, Bran debutó en la máxima categoría costarricense contra A. D. San Carlos, realizó una asistencia al minuto 17, y disputó 64 minutos en el empate 1-1.

### Municipal Grecia
El 11 de junio de 2021, se anunció su préstamo al Municipal Grecia.

### C. S. Herediano
El 11 de agosto de 2021, Bran debutó con el Club Sport Herediano contra el Municipal Pérez Zeledón, Bran ingresó al minuto 73 en la victoria 1-0.
El 20 de diciembre de 2021, el Club Sport Herediano campeonizó en el Torneo Apertura 2021 al derrotar al Deportivo Saprissa en el marcador global 4-2, Bran se mantuvo como suplente en los juegos de ida y vuelta.

### A. D. Guanacasteca
El 13 de julio de 2022, la A. D. Guanacasteca anunció el préstamo de Bran por un año.

### C. S. Herediano
En julio de 2023, Bran regresó al C. S. Herediano, dueño de su ficha. El 3 de agosto, debutó en la competición internacional de la Copa Centroamericana de Concacaf contra el Diriangén F. C., Bran disputó 45 minutos en el empate 1-1.
El C. S. Herediano avanzó a la final del Torneo Apertura 2023 contra el Deportivo Saprissa, obteniendo la derrota en el marcador global 3-1.

### Minnesota United F. C.
El 16 de enero de 2024, se oficializó su préstamo de parte del C. S. Herediano al Minnesota United F. C. por un contrato de un año y con opción de compra. El 24 de febrero debutó contra el Austin F. C., Bran ingresó al minuto 68 y realizó su primera anotación al minuto 90, el encuentro finalizó por la victoria 1-2.
El 5 de septiembre de 2024, se oficializó la compra del Minnesota United F. C. al C. S. Herediano.

### Burton Albion F. C.
El 5 de septiembre de 2024, se oficializó su fichaje al Burton Albion F. C. en condición de préstamo por un año y con opción a compra. El 24 de septiembre, debutó por medio de la E. F. L. Trophy contra el Notts County F. C., disputando 63 minutos en la derrota 1-2.

## Selección nacional

### Categorías inferiores
El 29 de mayo de 2023, se oficializó la convocatoria del director técnico Douglas Sequeira para la nómina de los jugadores para representar a la selección de Costa Rica sub-23 en la competición del Torneo Maurice Revello de 2023, Bran fue parte de la nómina.
El 23 de junio de 2023, fue convocado por el director técnico Erick Rodríguez para la nómina de los jugadores para representar a la selección de Costa Rica sub-23 en la competición de los Juegos Centroamericanos y del Caribe de 2023 con sede El Salvador.

#### Participaciones internacionales
| Competición                                  | Sede        | Resultado      | Partidos | Goles |
| -------------------------------------------- | ----------- | -------------- | -------- | ----- |
| Torneo Maurice Revello de 2023               | Francia     | Fase de grupos | 3        | 0     |
| Juegos Centroamericanos y del Caribe de 2023 | El Salvador | Subcampeón     | 5        | 3     |

### Selección absoluta
Debutó con la selección nacional, dirigido por el técnico colombiano Luis Fernando Suárez, el 21 de agosto del 2021 contra la selección de El Salvador, el marcador finalizó por el empate 0-0, Bran ingresó en el minuto 77 por Giancarlo González.
El 11 de junio de 2024, se oficializó su convocatoria de los 26 jugadores para la competición de la Copa América 2024. El 25 de junio, debutó contra Brasil, ingresando al minuto 64 en el empate 0-0. El 28 de junio, se mantuvo como suplente contra Colombia en la derrota 3-0. El 2 de julio, disputó contra Paraguay, ingresó al minuto 78 por la victoria 2-1, cerrando la competición de la Copa América 2024 en la tercera posición de la fase de grupos.
El 28 de agosto de 2024, se oficializó su convocatoria para la Liga de Naciones de la Concacaf 2024-25 contra Guadalupe y Guatemala. El 5 de septiembre, se enfrentó contra Guadalupe, disputando 45 minutos del primer tiempo por la victoria 3-0. El 9 de septiembre, ingresó desde el minuto 78 contra Guatemala, finalizando por el empate 0-0.

#### Participaciones internacionales
| Competición                             | Sede           | Resultado        | Partidos | Goles |
| --------------------------------------- | -------------- | ---------------- | -------- | ----- |
| Liga de Naciones de la Concacaf 2023-24 | Concacaf       | Cuartos de final | 2        | 0     |
| Copa América 2024                       | Estados Unidos | Fase de grupos   | 2        | 0     |
| Liga de Naciones de la Concacaf 2024-25 | Concacaf       | Cuartos de final | 5        | 1     |

#### Participaciones en eliminatorias
| Eliminatoria               | Sede                             | Resultado   | Partidos | Goles |
| -------------------------- | -------------------------------- | ----------- | -------- | ----- |
| Clasificación Mundial 2026 | Estados Unidos · México · Canadá | Por definir | 0        | 0     |

## Estadísticas

### Clubes
Actualizado al último partido jugado el 10 de diciembre de 2024.
| Club                                    | Div.          | Temporada     | Liga  | Liga  | Liga   | Copas nacionales | Copas nacionales | Copas nacionales | Copas internacionales | Copas internacionales | Copas internacionales | Total | Total | Total  |
| Club                                    | Div.          | Temporada     | Part. | Goles | Asist. | Part.            | Goles            | Asist.           | Part.                 | Goles                 | Asist.                | Part. | Goles | Asist. |
| --------------------------------------- | ------------- | ------------- | ----- | ----- | ------ | ---------------- | ---------------- | ---------------- | --------------------- | --------------------- | --------------------- | ----- | ----- | ------ |
| Jicaral Sercoba · Costa Rica            |               |               |       |       |        |                  |                  |                  |                       |                       |                       |       |       |        |
| 1.ª                                     | 2020-21       | 14            | 0     | 0     | —      | —                | —                | —                | —                     | —                     | 14                    | 0     | 0     |        |
| Total club                              | Total club    | 14            | 0     | 0     | 0      | 0                | 0                | 0                | 0                     | 0                     | 14                    | 0     | 0     |        |
| Municipal Grecia · Costa Rica           |               |               |       |       |        |                  |                  |                  |                       |                       |                       |       |       |        |
| 1.ª                                     | 2021-22       | 3             | 0     | 0     | —      | —                | —                | —                | —                     | —                     | 3                     | 0     | 0     |        |
| Total club                              | Total club    | 3             | 0     | 0     | 0      | 0                | 0                | 0                | 0                     | 0                     | 3                     | 0     | 0     |        |
| C. S. Herediano · Costa Rica            |               |               |       |       |        |                  |                  |                  |                       |                       |                       |       |       |        |
| 1.ª                                     | 2021-22       | 22            | 0     | 1     | —      | —                | —                | —                | —                     | —                     | 22                    | 0     | 1     |        |
| Total club                              | Total club    | 22            | 0     | 1     | 0      | 0                | 0                | 0                | 0                     | 0                     | 22                    | 0     | 1     |        |
| A. D. Guanacasteca · Costa Rica         |               |               |       |       |        |                  |                  |                  |                       |                       |                       |       |       |        |
| 1.ª                                     | 2022-23       | 26            | 0     | 4     | 2      | 0                | 0                | —                | —                     | —                     | 28                    | 0     | 4     |        |
| Total club                              | Total club    | 26            | 0     | 4     | 2      | 0                | 0                | 0                | 0                     | 0                     | 28                    | 0     | 4     |        |
| C S. Herediano · Costa Rica             |               |               |       |       |        |                  |                  |                  |                       |                       |                       |       |       |        |
| 1.ª                                     | 2023-24       | 17            | 3     | 2     | —      | —                | —                | 4                | 2                     | 0                     | 21                    | 5     | 2     |        |
| Total club                              | Total club    | 17            | 3     | 2     | 0      | 0                | 0                | 4                | 2                     | 0                     | 21                    | 5     | 2     |        |
| Minessota United F. C. 2 Estados Unidos |               |               |       |       |        |                  |                  |                  |                       |                       |                       |       |       |        |
| 3.ª                                     | 2024          | 3             | 1     | 0     | —      | —                | —                | —                | —                     | —                     | 3                     | 1     | 0     |        |
| Total club                              | Total club    | 3             | 1     | 0     | 0      | 0                | 0                | 0                | 0                     | 0                     | 3                     | 1     | 0     |        |
| Minessota United F. C. Estados Unidos   |               |               |       |       |        |                  |                  |                  |                       |                       |                       |       |       |        |
| 1.ª                                     | 2024          | 11            | 1     | 0     | —      | —                | —                | 2                | 0                     | 0                     | 13                    | 1     | 0     |        |
| Total club                              | Total club    | 11            | 1     | 0     | 0      | 0                | 0                | 2                | 0                     | 0                     | 13                    | 1     | 0     |        |
| Burton Albion F. C. Inglaterra          |               |               |       |       |        |                  |                  |                  |                       |                       |                       |       |       |        |
| 3.ª                                     | 2024-25       | 1             | 0     | 0     | 3      | 0                | 0                | —                | —                     | —                     | 4                     | 0     | 0     |        |
| Total club                              | Total club    | 1             | 0     | 0     | 3      | 0                | 0                | 0                | 0                     | 0                     | 4                     | 0     | 0     |        |
| Total carrera                           | Total carrera | Total carrera | 97    | 5     | 7      | 5                | 0                | 0                | 6                     | 2                     | 0                     | 108   | 7     | 7      |
| 1. 2. Fuente:Transfermarkt              |               |               |       |       |        |                  |                  |                  |                       |                       |                       |       |       |        |

### Selección de Costa Rica
Actualizado al último partido jugado el 18 de noviembre de 2024.
| Selección                                         | Año | Eliminatorias | Eliminatorias | Eliminatorias | Continental | Continental | Continental | Mundial | Mundial | Mundial | Amistosos | Amistosos | Amistosos | Total | Total | Total  |
| Selección                                         | Año | Part.         | Goles         | Asist.        | Part.       | Goles       | Asist.      | Part.   | Goles   | Asist.  | Part.     | Goles     | Asist.    | Part. | Goles | Asist. |
| ------------------------------------------------- | --- | ------------- | ------------- | ------------- | ----------- | ----------- | ----------- | ------- | ------- | ------- | --------- | --------- | --------- | ----- | ----- | ------ |
| Absoluta · Costa Rica                             |     |               |               |               |             |             |             |         |         |         |           |           |           |       |       |        |
| 2021                                              | —   | —             | —             | —             | —           | —           | —           | —       | —       | 1       | 0         | 0         | 1         | 0     | 0     |        |
| 2023                                              | —   | —             | —             | 2             | 0           | 0           | —           | —       | —       | 2       | 0         | 0         | 4         | 0     | 0     |        |
| 2024                                              | —   | —             | —             | 7             | 1           | 0           | —           | —       | —       | 1       | 0         | 1         | 8         | 1     | 1     |        |
| 2025                                              | 0   | 0             | 0             | 0             | 0           | 0           | —           | —       | —       | 0       | 0         | 0         | 0         | 0     | 0     |        |
| Total                                             | 0   | 0             | 0             | 9             | 1           | 0           | 0           | 0       | 0       | 4       | 0         | 1         | 13        | 1     | 1     |        |
| 1. Fuente:Transfermarkt / National Football Teams |     |               |               |               |             |             |             |         |         |         |           |           |           |       |       |        |

## Palmarés

### Títulos nacionales
| Título                         | Club            | País       | Año  |
| ------------------------------ | --------------- | ---------- | ---- |
| Primera División de Costa Rica | C. S. Herediano | Costa Rica | 2021 |